# Jishui, Guangdong
Jishui (kinesiska: 吉水) är en köping i sydöstra Kina. Den ligger i Lianjiang i staden Zhanjiang i provinsen Guangdong, omkring 350 kilometer sydväst om provinshuvudstaden Guangzhou. Antalet invånare är 75 148. Befolkningen består av 34 886 kvinnor och 40 262 män. Barn under 15 år utgör 22,0 %, vuxna 15-64 år 69 %, och äldre över 65 år 7,0 %.